# Kid Cudi

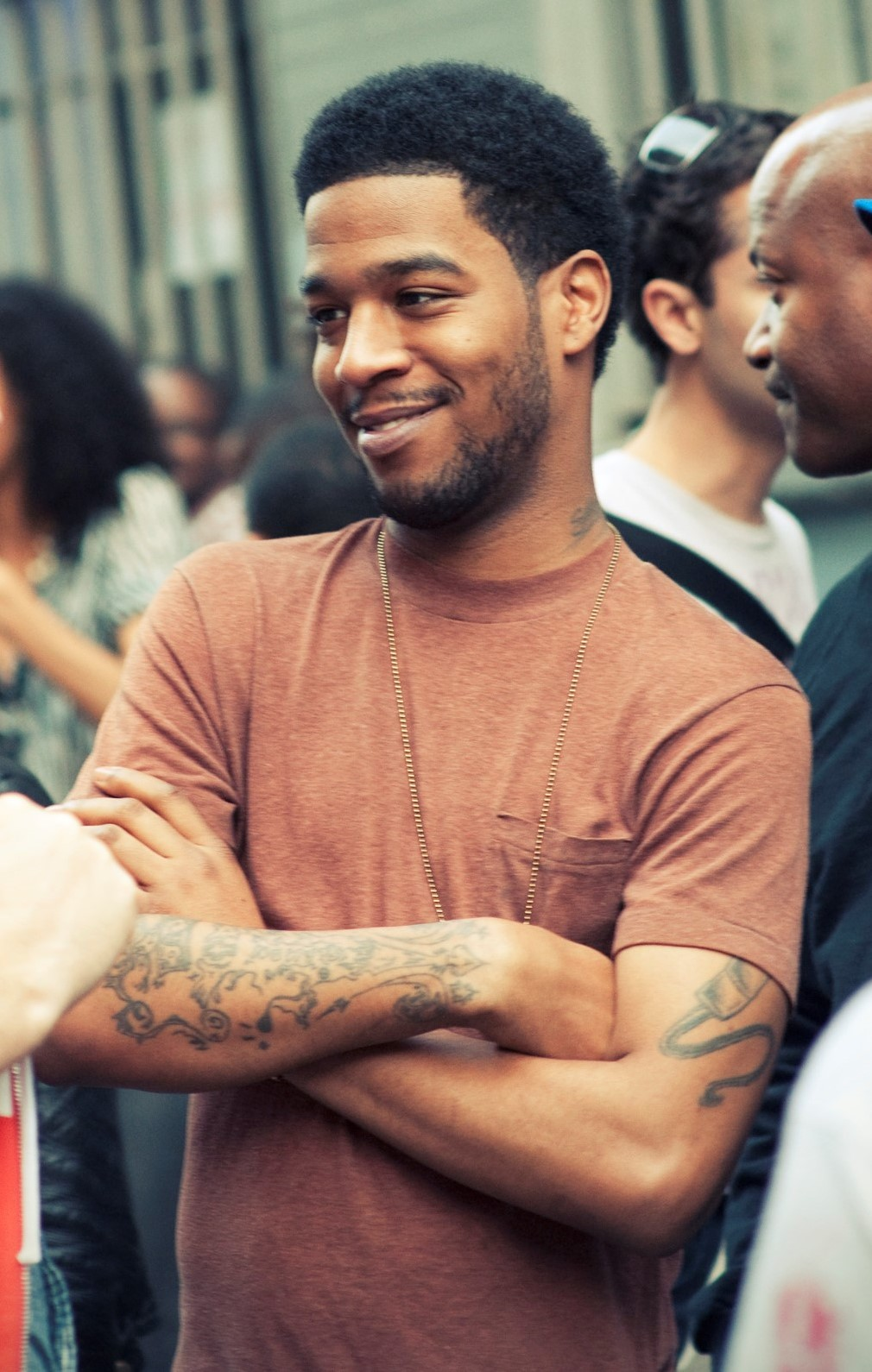
Kid Cudi (2010)

Kid Cudi (* 30. Januar 1984 in Cleveland, Ohio; bürgerlich Scott Ramon Seguro Mescudi) ist ein US-amerikanischer Rapper, Songwriter und Schauspieler. In seiner Musik mischt er insbesondere Alternative-Rock-, Hip-Hop- und Trip-Hop-Elemente.

## Biografie
Cudi wuchs zunächst in Cleveland, Ohio auf und zog später nach New York City. In Zusammenarbeit mit dem New Yorker Label 10. Deep Clothing veröffentlichte er im Juli 2008 sein erstes Mixtape A KiD Named CuDi als kostenlosen Download im Internet. Als Gastmusiker wirkte der Rapper Wale mit. Durch das Werk wurde Kanye West auf Kid Cudi aufmerksam und nahm ihn bei seinem Label GOOD Music unter Vertrag.
Anfang September 2008 trat Cudi an der Seite von Travis Barker und DJ AM bei den MTV Video Music Awards auf. Auf dem im November 2008 erschienenen Album 808s & Heartbreak von Kanye West ist er als Gastrapper auf dem Titel Welcome to Heartbreak zu hören und schrieb an Paranoid und dem Top-10-Song Heartless mit.
Seine Debütsingle Day ‘n’ Nite kam Anfang 2009 in den USA und in Großbritannien in die Top 5 der Charts, in Deutschland stieg der Song bis auf Platz 13. Das Debütalbum Man on the Moon: The End of Day erschien im September des gleichen Jahres. Produziert wurde das Album unter anderem von Plain Pat, Emile, Kanye West und Ratatat. Für das South Central Premium Upgrade des Videospiels Midnight Club: Los Angeles produzierte Kid Cudi gemeinsam mit Emile das Stück Switchin Lanes. Ebenfalls 2009 war er auf David Guettas Single Memories und Jay-Zs Song Already Home zu hören. Sein zweites Album Man on the Moon II: The Legend of Mr. Rager erschien am 9. November 2010.
Von 2009 bis 2011 spielte er die Rolle des Domingo Dean in der US-amerikanischen TV-Serie How to Make It in America.
Im Jahre 2010 gründete Kid Cudi zusammen mit dem Produzenten Dot Da Genius die Alternative-Band WZRD. Die Inspiration für den Namen der Band ist vom Lied The Wizard von Black Sabbath abzuleiten.

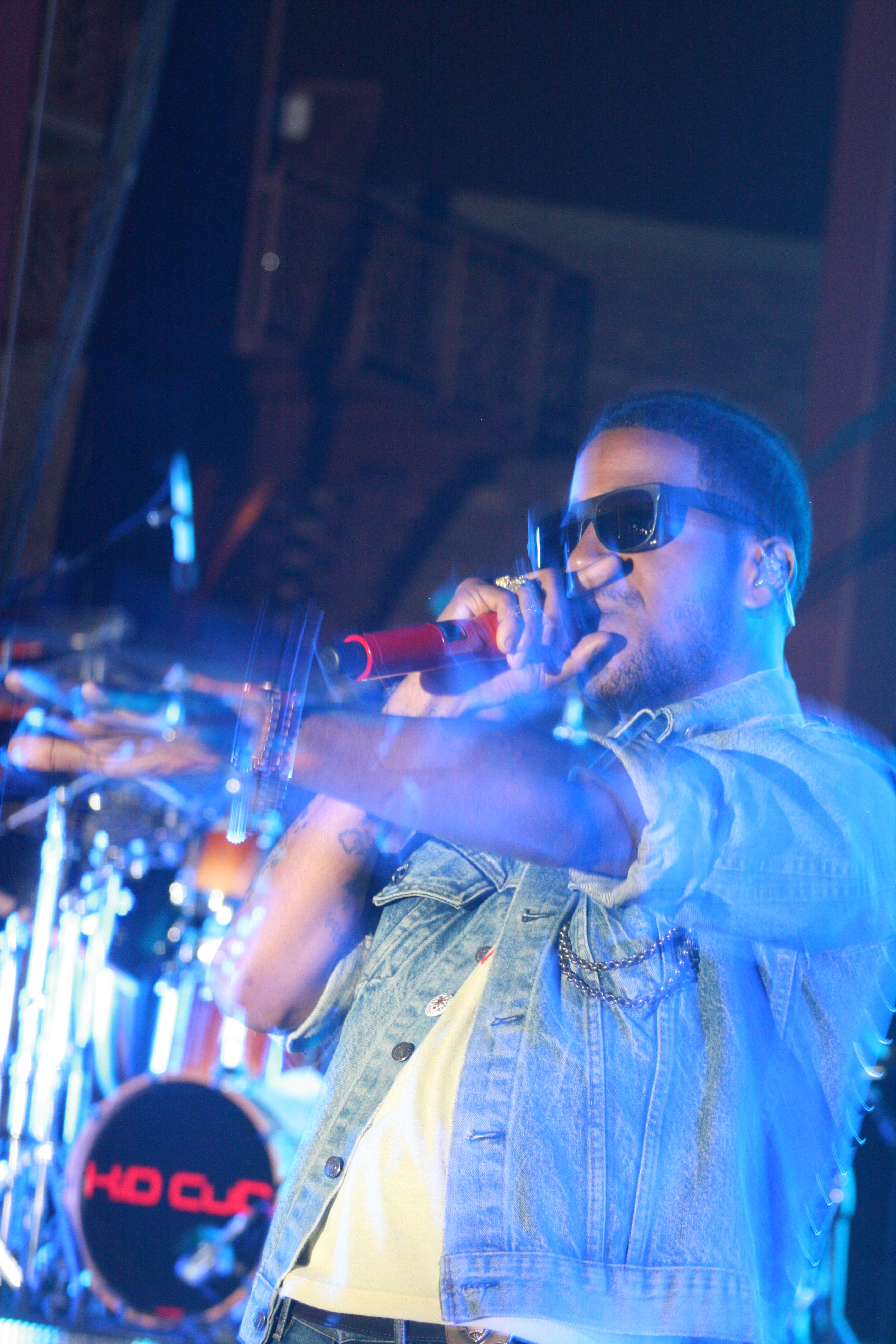
Kid Cudi während eines Auftritts (2011)

Am 5. Oktober erschien die Vorab-Single Just What I Am (feat. King Chip). Das Lied ist auch auf dem Album Indicud zu finden, welches am 12. April 2013 erschien. Außerdem sind Hits wie Immortal und King Wizard auf dem Album zu finden. Ende Februar 2014 brachte er sein Album Satellite Flight: The Journey to Mother Moon heraus. Im Dezember 2015 erschien sein Album Speedin’ Bullet 2 Heaven, gefolgt ein Jahr später, im Dezember 2016, von Passion, Pain & Demon Slayin’. Im Juni 2018 veröffentlichte er gemeinsam mit seinem Mentor Kanye West als Kids See Ghosts erstmals ein Kollaborationsalbum.
Er spielte unter seinem bürgerlichen Namen in verschiedenen Filmen mit. In Goodbye World spielte er die Rolle des Lev Berkowitz und den Charakter Benny im Film Need for Speed.
Am 11. Dezember 2020 vollendete Kid Cudi seine Trilogie Man on the Moon, mit dem Album Man on the Moon III: The Chosen.
2023 wirkte er bei dem Lied Looove des Albums Utopia von Travis Scott mit.

## Diskografie
Studioalben

| Jahr | Titel                                        | Höchstplatzierung, Gesamtwochen, AuszeichnungChartplatzierungen (Jahr, Titel, Platzierungen, Wochen, Auszeichnungen, Anmerkungen) | Höchstplatzierung, Gesamtwochen, AuszeichnungChartplatzierungen (Jahr, Titel, Platzierungen, Wochen, Auszeichnungen, Anmerkungen) | Höchstplatzierung, Gesamtwochen, AuszeichnungChartplatzierungen (Jahr, Titel, Platzierungen, Wochen, Auszeichnungen, Anmerkungen) | Höchstplatzierung, Gesamtwochen, AuszeichnungChartplatzierungen (Jahr, Titel, Platzierungen, Wochen, Auszeichnungen, Anmerkungen) | Höchstplatzierung, Gesamtwochen, AuszeichnungChartplatzierungen (Jahr, Titel, Platzierungen, Wochen, Auszeichnungen, Anmerkungen) | Anmerkungen                              |
| Jahr | Titel                                        | DE | AT | CH | UK | US | Anmerkungen                              |
| ---- | -------------------------------------------- | --- | --- | --- | --- | --- | ---------------------------------------- |
| 2009 | Man on the Moon: The End of Day              | DE90 (1 Wo.)DE | — | CH56 (2 Wo.)CH | UK— GoldUK | US4 ×4Vierfachplatin · (297 Wo.)US                                                                                                | Erstveröffentlichung: 15. September 2009 |
| 2010 | Man on the Moon II: The Legend of Mr. Rager  | DE64 (1 Wo.)DE | — | CH36 (3 Wo.)CH | UK88 (1 Wo.)UK | US3 Platin · (22 Wo.)US | Erstveröffentlichung: 9. November 2010   |
| 2013 | Indicud                                      | DE99 (1 Wo.)DE | — | CH46 (1 Wo.)CH | UK32 (2 Wo.)UK | US2 Gold · (14 Wo.)US | Erstveröffentlichung: 12. April 2013     |
| 2014 | Satellite Flight: The Journey to Mother Moon | — | — | — | UK67 (1 Wo.)UK | US4 (4 Wo.)US | Erstveröffentlichung: 25. Februar 2014   |
| 2015 | Speedin’ Bullet 2 Heaven                     | — | — | — | — | US36 (1 Wo.)US | Erstveröffentlichung: 4. Dezember 2015   |
| 2016 | Passion, Pain & Demon Slayin’                | — | — | — | — | US11 (9 Wo.)US | Erstveröffentlichung: 16. Dezember 2016  |
| 2020 | Man on the Moon III: The Chosen              | — | AT43 (1 Wo.)AT | CH18 (3 Wo.)CH | UK26 (2 Wo.)UK | US2 (17 Wo.)US | Erstveröffentlichung: 11. Dezember 2020  |
| 2022 | Entergalactic                                | — | — | CH38 (2 Wo.)CH | UK95 (1 Wo.)UK | US13 (2 Wo.)US | Erstveröffentlichung: 30. September 2022 |
| 2024 | Insano                                       | DE29 (1 Wo.)DE | AT25 (1 Wo.)AT | CH8 (1 Wo.)CH | UK77 (1 Wo.)UK | US13 (… Wo.)US | Erstveröffentlichung: 12. Januar 2024    |

## Filmografie (Auswahl)
- 2010: How to Make It in America
- 2013: Brooklyn Nine-Nine
- 2014: Scorpion
- 2014: Two Night Stand
- 2014: Need for Speed
- 2015: Empire (Fernsehserie)
- 2019: Jay and Silent Bob Reboot
- 2020: We Are Who We Are (Fernsehserie, acht Folgen)
- 2020: Bill & Ted retten das Universum (Bill & Ted Face the Music)
- 2021: Crisis
- 2021: Don’t Look Up
- 2022: X
- 2023: Parachute
- 2023: House Party (Cameo)
- 2023: Silent Night – Stumme Rache (Silent Night)
- 2024: Trap: No Way Out (Trap)
- 2024: Knuckles